# Ochrotrichia insularis
Ochrotrichia insularis is een schietmot uit de familie Hydroptilidae. De soort komt voor in het Neotropisch gebied.